# Ángel de la Red Pérez
Blahoslavený Ángel de la Red Pérez, řeholním jménem Arcángel (Archanděl) z Valdavidy (26. února 1882, Valdavida – 14. srpna 1936, Jove), byl španělský římskokatolický kněz, řeholník Řádu menších bratří kapucínů a mučedník.

## Život
Narodil se 26. února 1882 ve Valdavidě.
Dne 10. listopadu 1889 vstoupil noviciátu kapucínů a přijal jméno Arcángel. Dne 13. listopadu 1900 složil své sliby a 15. června 1909 byl vysvěcen na kněze. V letech 1912 až 1926 byl misionářem ve Venezuele. V Gijónu působil jako zpovědník. Už v této době byl téměř slepý. Dne 21. července byl s dalšími čtyřmi spolubratry (Berardo z Visantoni, Ildefons z Armellady, Alejo z Terradillos a Eusebio ze Saludes) zatčen a uvězněn v jezuitském kostele. Dne 14. srpna byli bratři zastřeleni.

## Proces blahořečení
Proces jeho blahořečení byl zahájen roku 1954 v arcidiecézi Madrid spolu s dalšími jedenatřiceti spolubratry kapucíny.
Dne 27. března 2013 uznal papež František jejich mučednictví. Blahořečeni byli 13. října 2013 ve skupině 522 španělských mučedníků.